# Perishing Mankind
Perishing Mankind war eine österreichische Melodic-Death-Metal-Band.

## Geschichte
Perishing Mankind wurde im Jahr 2001 von Georg Engel (Lead-Gitarre), Beate Landl (Schlagzeug), Gernot Oreski (Rhythmus-Gitarre) und Paul Gföller (Bass) gegründet. Im Jahr darauf stieß Sänger Holger Schantl zur Band.
Das Label Black Lagoon Records wurde 2005 im Zuge eines Bandcontest auf die Gruppe aufmerksam und produzierte die erste CD Fall of Men. 2007 wurde unter dem Nachfolgelabel Noise Head Records die zweite CD Wonderland veröffentlicht.
Im September 2008 verließ Landl die Band und wurde durch Vid Smolič ersetzt. Nach drei Jahren Arbeit wurde im September 2010 das dritte Album The Heritage wieder über Noise Head Records veröffentlicht. Im Jahr 2012 löste sich die Band offiziell auf. Sie tritt jedoch weiterhin live auf und hält Signierstunden ab.

## Diskografie

### Demo
- 2004: First Fallout

### Alben
- 2005: Fall of Men
- 2007: Wonderland
- 2010: The Heritage

### EP
- 2012: Perished at Last